# Article 50 de la Constitution de la Cinquième République française
Article 49 Article 50-1
L'article 50 de la Constitution de la Cinquième République française fait partie de la constitution du 4 octobre 1958 pour régir la Ve République française. Il permet de doter l'Assemblée nationale d'un pouvoir de sanction contre le Gouvernement, théorisant sa responsabilité politique.

## Texte
« Lorsque l'Assemblée Nationale adopte une motion de censure ou lorsqu'elle désapprouve le programme ou une déclaration de politique générale du Gouvernement, le Premier Ministre doit remettre au Président de la République la démission du Gouvernement. »
— Article 50 de la Constitution du 4 octobre 1958

## Contenu
Une majorité parlementaire peut révoquer le Premier ministre. Les actions citées sont décrites dans l'article 49. Les dispositions sont néanmoins favorables à l'exécutif afin d'éviter l'instabilité parlementaire de la IIIe et de la IVe République. Une désapprobation du Sénat, inédite à ce jour, possible par l'article 49, alinéa 4, ne permet pas d'appliquer l'article 50.
L'article n'a pas été modifié depuis sa création. Lors de la révision constitutionnelle de 2008, il fut créé l'article 50-1 qui permet au gouvernement de faire voter une déclaration mais le refus n'entraîne pas sa démission.

## Postérité
Cet article est appliqué une première fois, le 6 octobre 1962, une motion de censure, déposée quatre jours plus tôt, fut adoptée (280 pour, 241 contre) concernant Georges Pompidou et son gouvernement. Le président Charles de Gaulle voulait mettre en place le référendum français sur l'élection au suffrage universel du président de la République avec l'article 11, l'Assemblée protesta. De Gaulle refusa la démission du gouvernement, car symétriquement, il nomme ce gouvernement en vertu de l'article 8 et dissout l'Assemblée Nationale. Le 28 novembre 1962, le lendemain des élections législatives, il accepta la démission. Pendant 53 jours, le gouvernement expédia les affaires courantes, une procédure non-constitutionnelle mais tacite en vertu de l'article 8 et 12.
Le 5 décembre 2024, le gouvernement de Michel Barnier a été le second exécutif à présenter sa démission à la suite d'une motion de censure adoptée la veille par l'Assemblée Nationale par 331 voix (288 requis), en réaction à l'utilisation de l'article 49 alinéa 3 de la Constitution pour l'adoption d'une loi de financement de la Sécurité sociale. Le Président Macron accepte la démission du Gouvernement.